# Seznam písní Sabaton

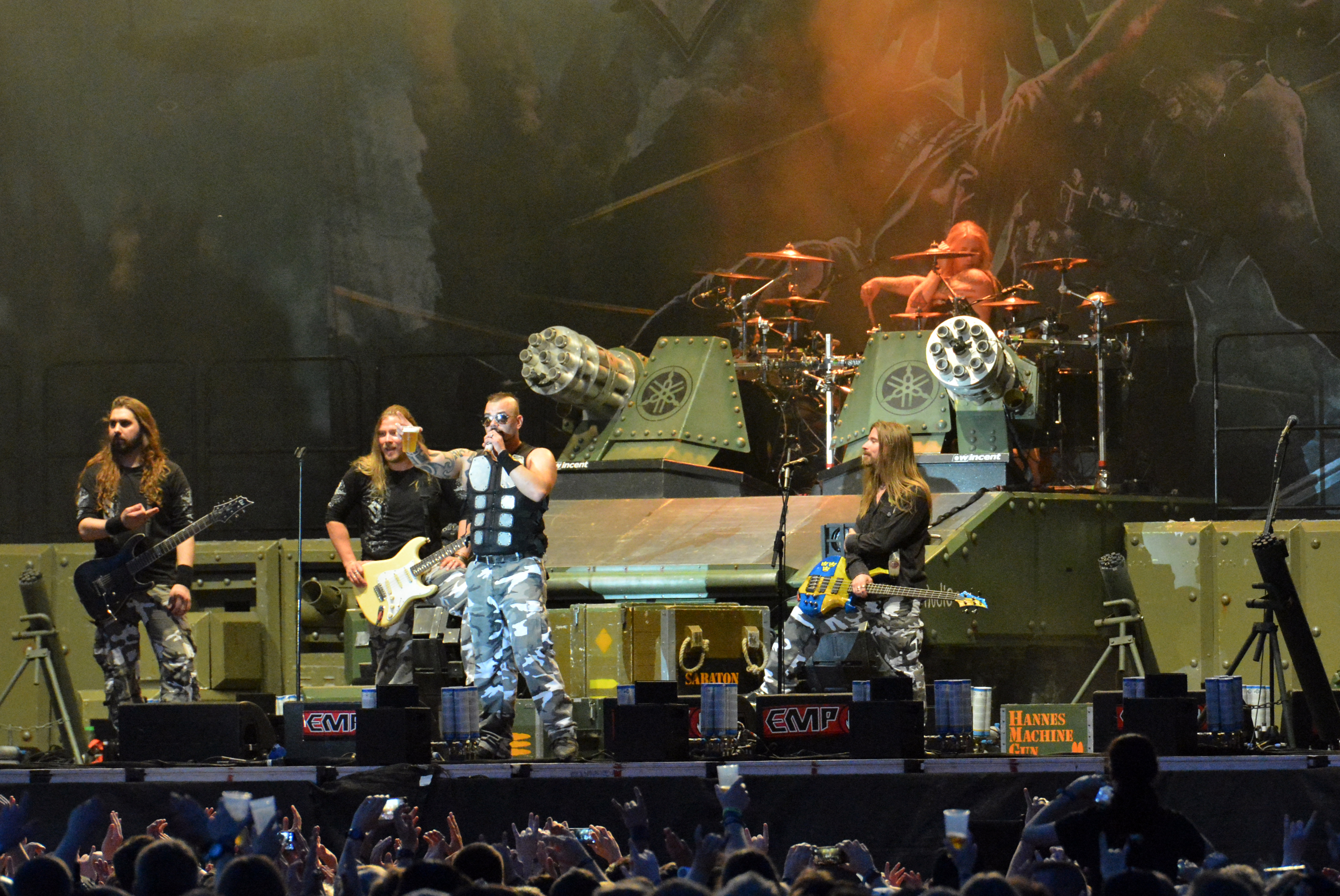
Sabaton v roce 2016

Seznam písní skupiny Sabaton uvádí přehled písní, které vydala hudební skupina Sabaton. Ty jsou v seznamu seřazeny podle abecedního pořadí jejich názvu, následně je uveden autor hudby a autor textu. Poté je zmíněn název alba a rok, kdy poprvé skladba vyšla.

## A
- „Aces in Exile“ – Joakim Brodén/Joakim Brodén, Pär Sundström: Coat of Arms (2010)
- „Angels Calling“ – Joakim Brodén/Joakim Brodén, Pär Sundström: Attero Dominatus (2006)
- „The Art Of War“ – Joakim Brodén/Joakim Brodén, Pär Sundström: The Art of War (2008)
- „Attero Dominatus“ – Joakim Brodén/Joakim Brodén, Pär Sundström: Attero Dominatus (2006)

## B
- „Back in Control“ – Joakim Brodén/Joakim Brodén, Pär Sundström: Attero Dominatus (2006)
- „The Ballad of Bull“ – Joakim Brodén/Joakim Brodén, Pär Sundström: Heroes (2014)
- „Blood of Bannockburn“ – Joakim Brodén/Joakim Brodén, Pär Sundström: The Last Stand (2016)
- „Birds of War“ – Joakim Brodén/Joakim Brodén: Fist for Fight (2001)
- „Burn Your Crosses“ – Joakim Brodén/Joakim Brodén, Rikard Sundén, Oskar Montelius: Fist for Fight (2001)

## C
- „Caroleans Prayer“ – Joakim Brodén/Joakim Brodén, Pär Sundström: Carolus Rex (2012)
- „Carolus Rex“ – Joakim Brodén, Ken Kängström/Joakim Brodén, Ken Kängström: Carolus Rex (2012)
- „Christmas Truce“ - Joakim Brodén/Joakim Brodén, Pär Sundström: The War To End All Wars (2022)
- „Cliffs of Gallipoli“ – Joakim Brodén/Joakim Brodén, Pär Sundström: The Art of War (2008)
- „Coat of Arms“ – Joakim Brodén/Joakim Brodén, Pär Sundström: Coat of Arms (2010)
- „Counterstrike“ – Joakim Brodén/Joakim Brodén, Pär Sundström: Primo Victoria (2005)

## D
- „Dead Soldier's Waltz“ – neznámý/neznámý: Primo Victoria (2010)
- „Dreadnought“ - Joakim Brodén/Joakim Brodén, Pär Sundström: The War To End All Wars (2022)
- „Dream Destroyer“ – neznámý/neznámý: Metalizer (2010)
- „Diary of an Unknown Soldier“ – Joakim Brodén/Joakim Brodén, Pär Sundström: The Last Stand (2016)
- „Dominium Maris Baltici“ – Joakim Brodén/instrumentální skladba: Carolus Rex (2012)

## E
- „Endless Nights“ – Joakim Brodén/Joakim Brodén: Fist for Fight (2001)
- „Ett Slag Färgat Rött“ – Joakim Brodén/Joakim Brodén, Pär Sundström: Carolus Rex (2012)

## F
- „Far from the Fame“ – Joakim Brodén/Joakim Brodén, Pär Sundström: Heroes (2014)
- „Father“ – Joakim Brodén/Joakim Brodén, Pär Sundström: Weapons Of The Modern Age (2022)
- „The Final Solution“ – Joakim Brodén/Joakim Brodén, Pär Sundström: Coat of Arms (2010)
- „Firestorm“ – Joakim Brodén/Joakim Brodén, Pär Sundström: The Art of War (2008)

## G
- „Glorious Land“ – neznámý/neznámý: The Art of War (2010)
- „Gott mit Uns“ – Joakim Brodén/Joakim Brodén, Pär Sundström: Carolus Rex (2012)
- „Ghost Division“ – Joakim Brodén/Joakim Brodén, Pär Sundström: The Art of War (2008)
- „Guten Nacht“ – Joakim Brodén/instrumentální skladba: Fist for Fight (2001)

## H
- „Hail to the King“ – Joakim Brodén/Joakim Brodén: Fist for Fight (2001)
- „The Hammer Has Fallen“ – Joakim Brodén/Pär Sundström: Fist for Fight (2001)
- „Hearts of Iron“ – Joakim Brodén/Joakim Brodén, Pär Sundström: Heroes (2014)
- „Hellfighters“ - Joakim Brodén/Joakim Brodén, Pär Sundström: The War To End All Wars (2022)
- „Hellrider“ – Joakim Brodén/Joakim Brodén: Fist for Fight (2001)
- „Hill 3234“ – Joakim Brodén/Joakim Brodén, Pär Sundström: The Last Stand (2016)

## K
- „Karolinens Bön“ – Joakim Brodén/Joakim Brodén, Pär Sundström: Carolus Rex (2012)
- „Konungens Likfärd“ – Joakim Brodén/Joakim Brodén, Pär Sundström: Carolus Rex (2012)
- „Killing Ground“ – Joakim Brodén/Joakim Brodén, Pär Sundström: Carolus Rex (2012)

## I
- „Inmate 4859“ – Joakim Brodén/Joakim Brodén, Pär Sundström: Heroes (2014)
- „In the Name of God“ – Joakim Brodén/Joakim Brodén, Pär Sundström: Attero Dominatus (2006)
- „Into the Fire“ – Joakim Brodén/Joakim Brodén, Pär Sundström: Primo Victoria (2005)

## L
- „Lady of the Dark“ - Joakim Brodén/Joakim Brodén, Pär Sundström: The War To End All Wars (2022)
- „The Last Battle“ – Joakim Brodén/Joakim Brodén, Pär Sundström: The Last Stand (2016)
- „The Last Dying Breath“ – Joakim Brodén, Ken Kängström/Joakim Brodén, Pär Sundström: The Last Stand (2016)
- „The Last Stand“ – Joakim Brodén, Chris Rörland/Joakim Brodén, Pär Sundström: The Last Stand (2016)
- „Lejonet Från Norden“ – Joakim Brodén/Joakim Brodén, Pär Sundström: Carolus Rex (2012)
- „A Lifetime of War“ – Joakim Brodén/Joakim Brodén, Pär Sundström: Carolus Rex (2012)
- „Lion from the North“ – Joakim Brodén/Joakim Brodén, Pär Sundström: Carolus Rex (2012)
- „A Light in the Black“ – Joakim Brodén/Joakim Brodén, Pär Sundström: Attero Dominatus (2006)
- „En Livstid i Krig“ – Joakim Brodén/Joakim Brodén, Pär Sundström: Carolus Rex (2012)
- „Long live the King“ – Joakim Brodén/Joakim Brodén, Pär Sundström: Carolus Rex (2012)
- „The Lost Battalion“ – Joakim Brodén/Joakim Brodén, Pär Sundström: The Last Stand (2016)

## M
- „Man of War“ – Joakim Brodén/Joakim Brodén, Pär Sundström: Heroes (2014)
- „Masters of the World“ – Joakim Brodén/Joakim Brodén: Fist for Fight (2001)
- „The Match to War“ – neznámý/neznámý: Primo Victoria (2010)
- „Metal Crüe“ – Joakim Brodén/Joakim Brodén, Pär Sundström: Attero Dominatus (2006)
- „Metal Machine“ – Joakim Brodén/Joakim Brodén: Primo Victoria (2005)
- „Metal Ripper“ – Joakim Brodén/Joakim Brodén, Pär Sundström: Coat of Arms (2010)
- „Metalizer“ – Joakim Brodén/Joakim Brodén: Fist for Fight (2001)
- „Midway“ – Joakim Brodén/Joakim Brodén, Pär Sundström: Coat of Arms (2010)

## N
- „The Nature of Warfare“ – pouze text/Sun-c’: The Art of War (2008)
- „Nightchild“ – neznámý/neznámý: Attero Dominatus (2010)
- „Night Witches“ – Joakim Brodén/Joakim Brodén, Pär Sundström: Heroes (2014)
- „No Bullets Fly“ – Joakim Brodén/Joakim Brodén, Pär Sundström: Heroes (2014)
- „Nuclear Attack“ – Joakim Brodén/Joakim Brodén, Pär Sundström: Attero Dominatus (2006)

## P
- „Panzer Battalion“ – Joakim Brodén/Joakim Brodén, Pär Sundström: Primo Victoria (2005)
- „Panzerkampf“ – Joakim Brodén/Joakim Brodén, Pär Sundström: The Art of War (2008)
- „Poltava“ – Joakim Brodén/Joakim Brodén, Pär Sundström: Carolus Rex (2012)
- „The Price of a Mile“ – Joakim Brodén/Joakim Brodén, Pär Sundström: The Art of War (2008)
- „Primo Victoria“ – Joakim Brodén/Joakim Brodén, Pär Sundström: Primo Victoria (2005)
- „Purple Heart“ – Joakim Brodén/Joakim Brodén, Pär Sundström: Primo Victoria (2005)

## R
- „Race to the Sea“ - Joakim Brodén/Joakim Brodén, Pär Sundström: The War To End All Wars (2022)
- „Reign of Terror“ – Joakim Brodén/Pär Sundström: Primo Victoria (2005)
- „Resist and Bite“ – Joakim Brodén/Joakim Brodén, Pär Sundström: Heroes (2014)
- „Rise of Evil“ – Joakim Brodén/Joakim Brodén, Pär Sundström: Attero Dominatus (2006)
- „Rorke's Drift – Joakim Brodén/Joakim Brodén, Pär Sundström: The Last Stand (2016)
- „Ruina Imperii“ – Joakim Brodén/Joakim Brodén, Pär Sundström: Carolus Rex (2012)

## S
- „Saboteurs“ – Joakim Brodén/Joakim Brodén, Pär Sundström: Coat of Arms (2010)
- „Screaming Eagles“ – Joakim Brodén/Joakim Brodén, Pär Sundström: Coat of Arms (2010)
- „A Sercet“ – pouze text/Sun-c’: The Art of War (2008)
- „Shadows“ – Joakim Brodén/Joakim Brodén: Fist for Fight (2001)
- „Shiroyama“ – Joakim Brodén, Thobbe Englund/Joakim Brodén: The Last Stand (2016)
- „Shotgun“ – neznámý/neznámý: Primo Victoria (2010)
- „Smoking Snakes“ – Joakim Brodén/Joakim Brodén, Pär Sundström: Heroes (2014)
- „Stalingrad“ – Joakim Brodén/Joakim Brodén: Primo Victoria (2005)
- „Stormtroopers“ - Joakim Brodén/Joakim Brodén, Pär Sundström: The War To End All Wars (2022)
- „Soldier of 3 Armies“ – Joakim Brodén, Thobbe Englund/Joakim Brodén, Pär Sundström: Heroes (2014)
- „Soldier of Heaven“ - Joakim Brodén/Joakim Brodén, Pär Sundström: The War To End All Wars (2022)
- „Sparta“ – Joakim Brodén, Ken Kängström/Joakim Brodén, Pär Sundström: The Last Stand (2016)
- „Speeder“ – Joakim Brodén/Joakim Brodén, Pär Sundström: Metalizer (2007)
- „Sun Tzu Says“ – pouze text/Sun-c’: The Art of War (2008)
- „Swedish Pagans“ – neznámý/neznámý: The Art of War (2010)

## T
- „Talvisota“ – Joakim Brodén/Joakim Brodén, Pär Sundström: The Art of War (2008)
- „Thundergods“ – Joakim Brodén/Joakim Brodén, Pär Sundström: Metalizer (2007)
- „Thunderstorm“ – Joakim Brodén/Pär Sundström, Daniel Mullback : Fist for Fight (2001)
- „To Hell and Back“ – Joakim Brodén/Joakim Brodén, Pär Sundström: Heroes (2014)

## U
- „Unbreakable“ – Joakim Brodén/Joakim Brodén, Pär Sundström: The Art of War (2008)
- „Union“ – Joakim Brodén/Joakim Brodén, Pär Sundström: The Art of War (2008)
- „The Unkillable Soldier“ - Joakim Brodén/Joakim Brodén, Pär Sundström: The War To End All Wars (2022)
- „Uprising“ – Joakim Brodén/Joakim Brodén, Pär Sundström: Coat of Arms (2010)

## V
- „The Valley of Death“ - Joakim Brodén/Joakim Brodén, Pär Sundström: The War To End All Wars (2022)
- „Versailles“ - Joakim Brodén/Joakim Brodén, Pär Sundström: The War To End All Wars (2022)

## W
- „We Burn“ – Joakim Brodén/Joakim Brodén, Pär Sundström: Attero Dominatus (2006)
- „Wehrmacht“ – Joakim Brodén/Joakim Brodén, Pär Sundström: Coat of Arms (2010)
- „White Death“ – Joakim Brodén/Joakim Brodén, Pär Sundström: Coat of Arms (2010)
- „Winged Hussars“ – Joakim Brodén/Joakim Brodén, Pär Sundström: The Last Stand (2016)
- „Wolfpack“ – Joakim Brodén/Joakim Brodén: Primo Victoria (2005)

## 1
- „1648“ – Joakim Brodén/Joakim Brodén, Pär Sundström: Carolus Rex (2012)
- „1916“ – Stories From The Western Front (2023)

## 4
- „40:1“ – Joakim Brodén/Joakim Brodén, Pär Sundström: The Art of War (2008)

## 7
- „7734“ – Joakim Brodén/Joakim Brodén, Pär Sundström: Metalizer (2007)